# Pefege

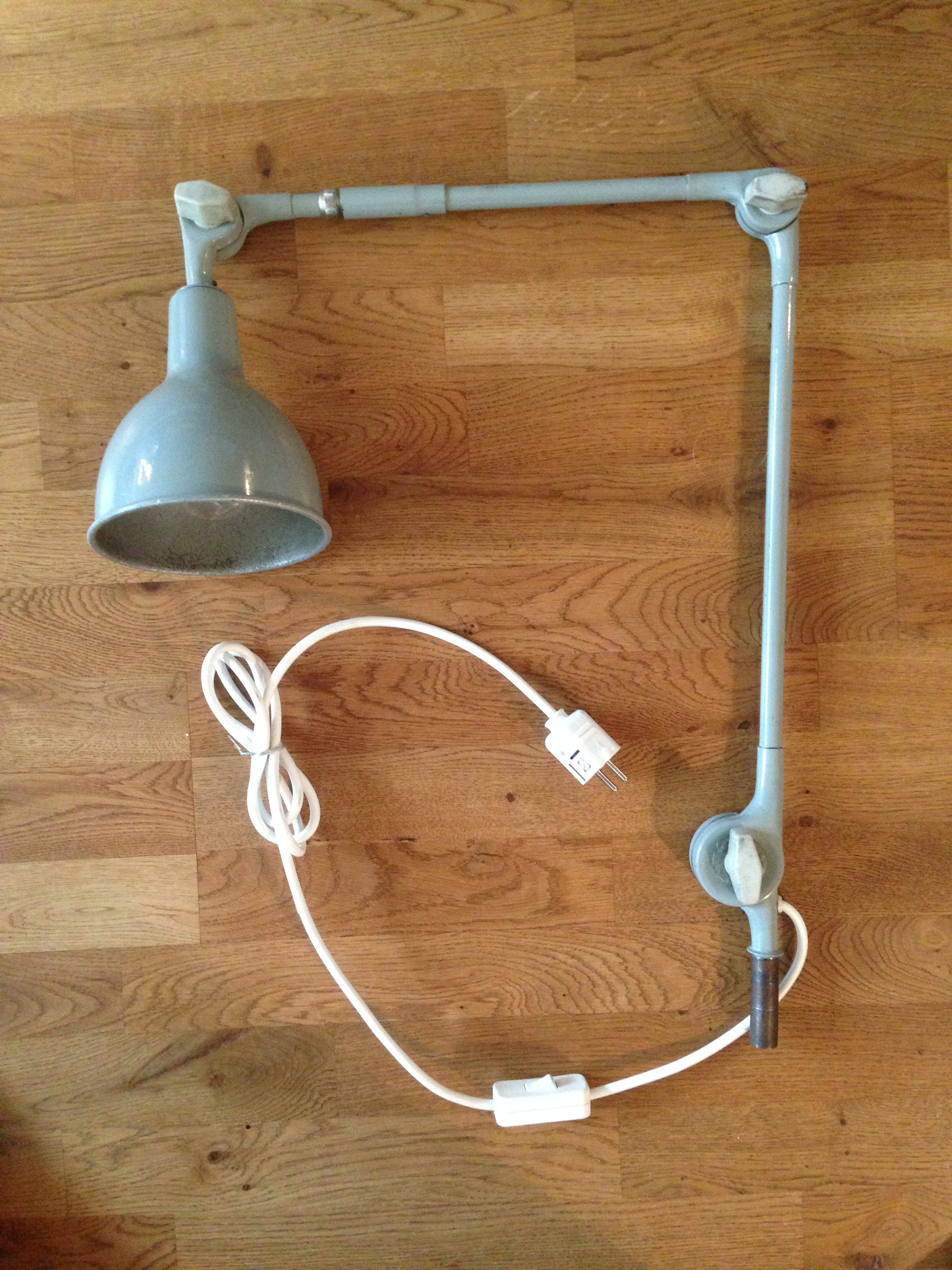
PeFeGes lampor har kommit i många varianter, här en senare modell med vred i plast istället för metall.

PeFeGe är en svensk teknisk belysningsarmatur, så kallad ledarmatur, producerad av E G Eriksson Mekaniska Verkstad AB i Stockholm.
Produktionen startade på Södermalm i Stockholm men flyttades till Tyresö under 1990-talet.
Lamporna som hade verkstadsindustrin som målgrupp  finns i flera modeller och utförande med bordsfäste, fäste för vägg och för montering direkt på verkstadsmaskiner. Mest känd är varianten med rund lampskärm. Lampdesignen utmärker sig genom den ledade arm som möjliggör justering av lampskärmen och arbetsbelysning. Vanligast är 120 centimeters arm och en skärm med 15 centimeters diameter. Vridströmbrytare i plast monterad på skärmen finns i främst de tidigare modellerna. Varianter med glaskupa för att skydda glödlampan finns på senare modeller. Tillverkning av lampan lades ner i början av 2000-talet.

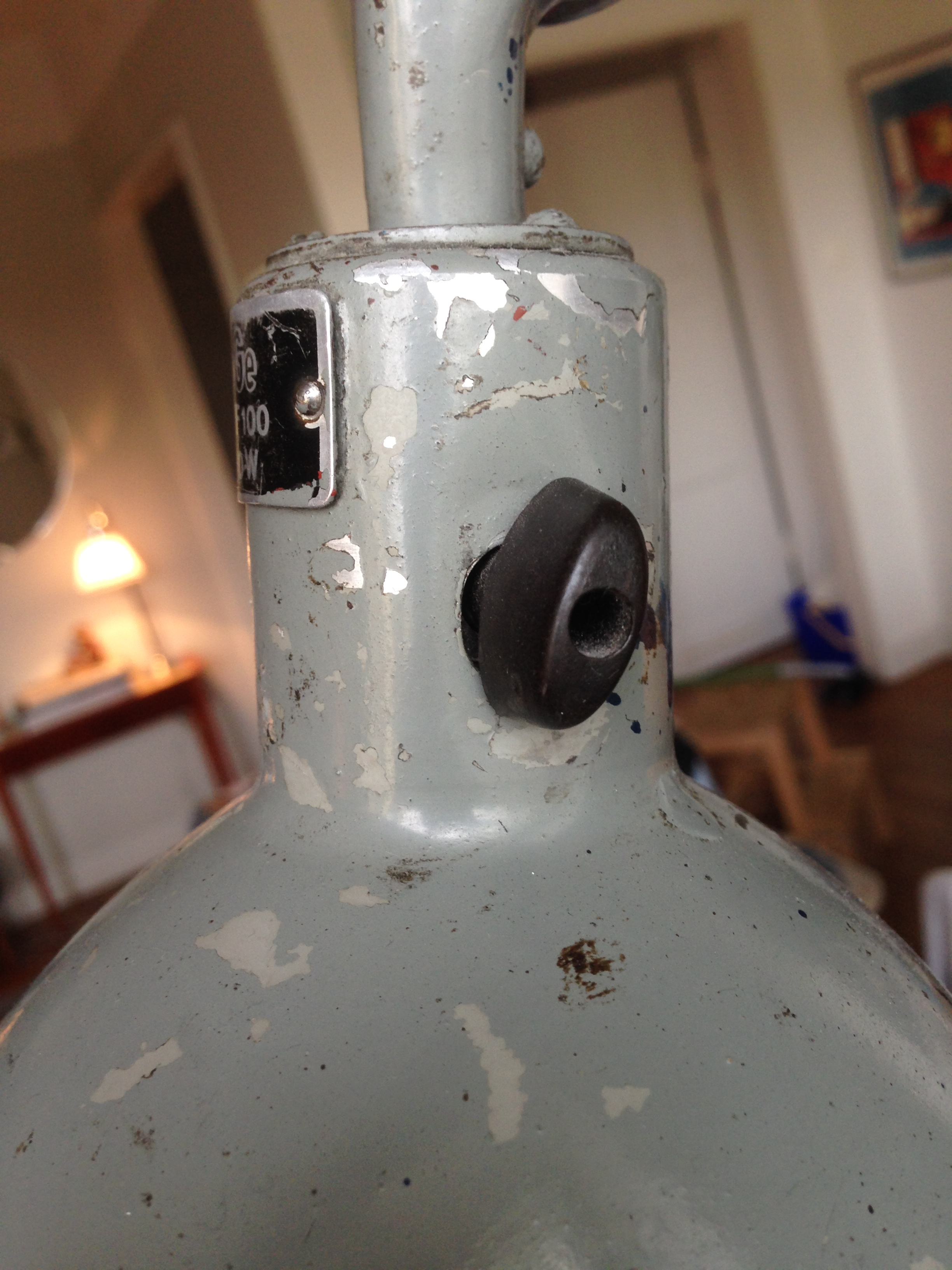
Vridströmbrytare på lampskärmen till en PeFeGe Typ F100.